# Fonds 21
De stichting Fonds 21 is een particulier Nederlands fonds dat sinds 1998 zowel landelijke als regionale projectmatige initiatieven ondersteunt op het gebied van kunst & cultuur en jongeren & maatschappij. Fonds 21 is gevestigd in Utrecht en heeft een jaarlijks donatiebudget van € 10 miljoen, waarvan 75 procent voor de pijler Kunst & Cultuur en 25 procent voor Jongeren & Maatschappij. 

## Werkterrein
Fonds 21 heeft twee pijlers: Kunst & Cultuur en Jongeren & Maatschappij. In de pijler Kunst & Cultuur is Fonds 21 actief op de thema's podiumkunsten, literaire kunsten, beeldende kunst & vormgeving, kunsteducatie en film, mediakunst & digitale cultuur. In de pijler Jongeren & Maatschappij steunt Fonds 21 projecten in de thema's ondernemen, mediawijsheid, taalvaardigheid, cultuur als middel en omgaan met geld.

## Geschiedenis
Fonds 21 komt voort uit SNS REAAL Fonds, dat in 1998 werd opgericht door bank-verzekeraar SNS REAAL. De bedoeling was om middels het fonds de sociale en ideële activiteiten, die beide partners afzonderlijk ontwikkelden, in een of andere vorm voort te zetten. De oude naam van het fonds en de naam van de oprichter SNS REAAL werden door het publiek vaak door elkaar gehaald. Dit leidde regelmatig tot onduidelijkheid en vragen. Om de onafhankelijkheid van het fonds te benadrukken is sinds oktober 2014 gekozen voor de naam Fonds 21. 